# Dichagyris grisescens
Dichagyris grisescens là một loài bướm đêm trong họ Noctuidae.